# Gouvernement Svyrydenko
Ukraine
Chmyhal 
Le gouvernement Svyrydenko est le gouvernement de l'Ukraine en fonction depuis le 17 juillet 2025. Il est dirigé par la Première ministre Ioulia Svyrydenko et succède au gouvernement Chmyhal.

## Coalition et historique

### Formation
Le 14 juillet 2025, Ioulia Svyrydenko, ancienne première vice-Première ministre, est proposée par le président ukrainien pour former un nouveau gouvernement. Le lendemain, le Premier ministre ukrainien Denys Chmyhal remet sa démission au président Volodymyr Zelensky, après plus de 5 ans à la tête du gouvernement de l'Ukraine. Cela donne lieu à un remaniement ministériel et à la formation d'un nouveau gouvernement.
La nomination de Ioulia Svyrydenko est approuvée par la Rada le 17 juillet 2025, par 262 voix sur 450. Le Parlement valide également la composition du gouvernement proposé par la nouvelle Première ministre, par 253 voix sur les 315 députés présents. Le jour même, les deux portefeuilles choisis à la discrétion du président sont également pourvus : Andriy Sybiha est maintenu à son poste de ministre des Affaires étrangères avec 199 voix favorables, tandis que Denys Chmyhal, ancien Premier ministre, est nommé ministre de la Défense (en remplacement de Roustem Oumierov) avec 200 voix favorables,.

## Composition
| Fonction | Titulaire | Titulaire | Titulaire             | Parti |
| --- | --------- | --------- | --------------------- | ----- |
| Première ministre |           |           | Ioulia Svyrydenko     | Sans  |
| Premier vice-Premier ministre Ministre de la Transformation numérique                                                     |           |           | Mykhaïlo Fedorov      | SN    |
| Vice-Premier ministre chargé de l'Intégration européenne et euro-atlantique de l'Ukraine                                  |           |           | Taras Katchka (en)    | Sans  |
| Vice-Premier ministre chargé de la Restauration de l'Ukraine Ministre du Développement des communautés et des territoires |           |           | Oleksiy Kouleba       | SN    |
| Ministre des Affaires étrangères                                                                                          |           |           | Andriy Sybiha         | Sans  |
| Ministre de la Défense |           |           | Denys Chmyhal         | Sans  |
| Ministre de la Justice |           |           | Herman Halouchtchenko | Sans  |
| Ministre des Finances |           |           | Serhiy Martchenko     | Sans  |
| Ministre de l'Intérieur                                                                                                   |           |           | Ihor Klymenko         | Sans  |
| Ministre de l'Économie, de l'Environnement et de l'Agriculture (en)                                                       |           |           | Oleksiy Sobolev (en)  | Sans  |
| Ministre de la Politique sociale, de la Famille et de l'Unité                                                             |           |           | Denys Oulioutine (en) | Sans  |
| Ministre de l'Éducation et de la Science                                                                                  |           |           | Oksen Lissovyi        | Sans  |
| Ministre de la Jeunesse et des Sports                                                                                     |           |           | Matvii Bidnyi         | Sans  |
| Ministre de la Santé |           |           | Viktor Liachko        | Sans  |
| Ministre de l'Énergie (en)                                                                                                |           |           | Svitlana Hryntchouk   | Sans  |
| Ministre des Anciens combattants (en)                                                                                     |           |           | Natalia Kalmykova     | Sans  |